# Czerwony Żlebek

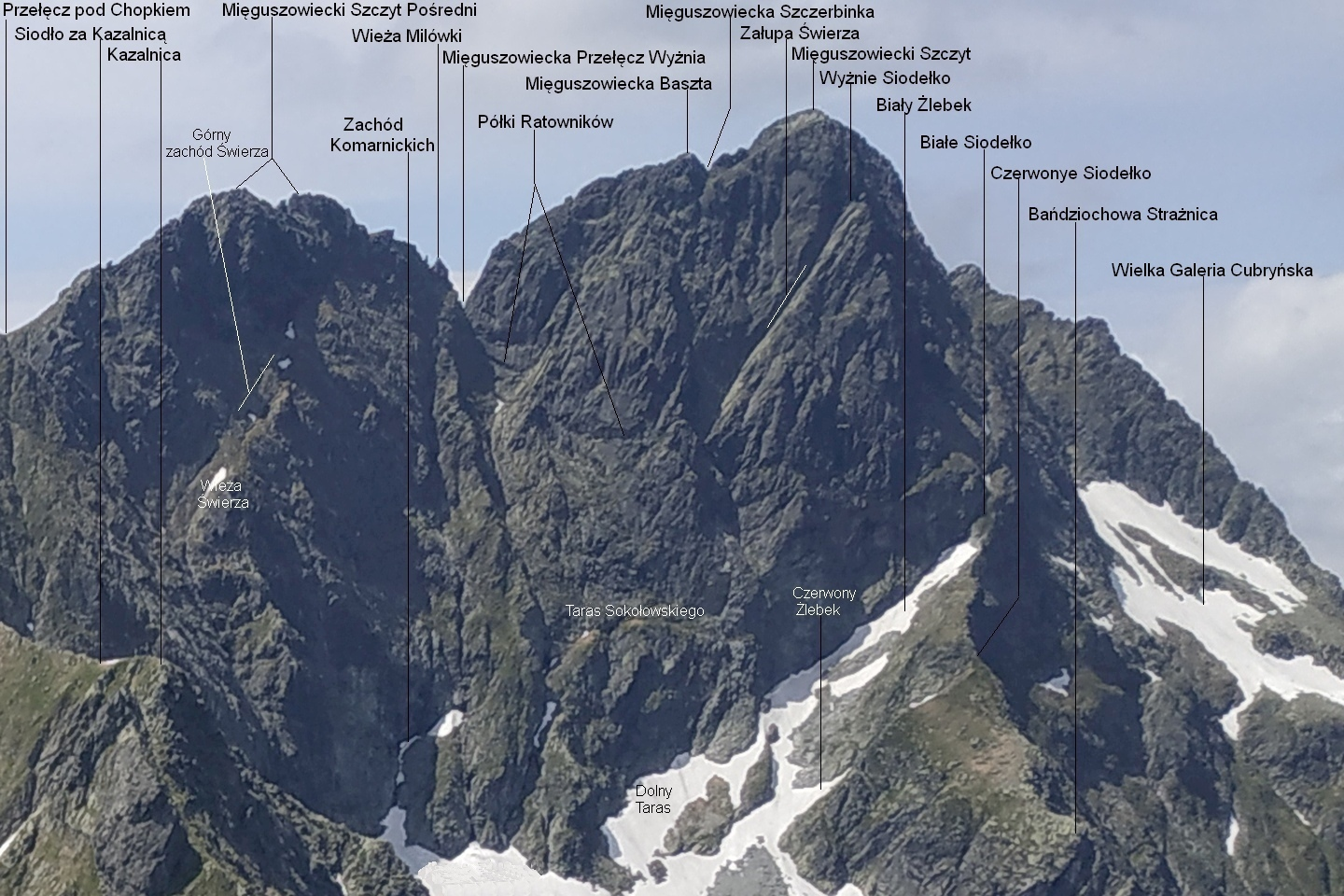

Czerwony Żlebek – niewielki żleb na Mięguszowieckim Szczycie w polskich Tatrach Wysokich. Opada z Czerwonego Siodełka (ok. 2180 m) na Mięguszowieckim Filarze do Bańdziocha. Orograficznie lewe jego ograniczenie tworzy Bańdziochowa Strażnica, prawe – niska i skalista grzęda oddzielająca go od równoległego Białego Żlebka. Dno Czerwonego Żleba jest płytowo-szutrowe. Przed ujściem do Bańdziocha obydwa żleby łączą się tworząc szerokie i piarżyste koryto opadające lewą (orograficznie) stroną Bandziocha.
Przez Czerwony Żlebek prowadzi droga wspinaczkowa Trawers z Wielkiej Galerii Cubryńskiej przez Klimkową Ławkę i Czerwone Siodełko do Bańdziocha (0 w skali tatrzańskiej, kruszyzna, czas przejścia 30 min).